# Prawo Malusa
Prawo Malusa – prawo odkryte przez francuskiego fizyka Malusa określające natężenie światła spolaryzowanego po przejściu przez polaryzator.
Natężenie światła spolaryzowanego liniowo po przejściu przez idealny polaryzator optyczny jest równe iloczynowi natężenia światła padającego i kwadratu cosinusa kąta między płaszczyzną polaryzacji światła padającego a płaszczyzną polaryzacji światła po przejściu przez polaryzator:
{\displaystyle I=I_{0}\cos ^{2}\theta ,}
gdzie:
{\displaystyle I_{0}} – natężenie światła padającego,
{\displaystyle \theta } – kąt między płaszczyzną polaryzacji światła padającego i płaszczyzną polaryzacji polaryzatora.
Prawo to wynika z faktu, że przez polaryzator przechodzi tylko składowa wektora natężenia pola elektrycznego fali elektromagnetycznej zrzutowana na kierunek polaryzacji polaryzatora:
{\displaystyle E=E_{0}\cos \theta .}
Natomiast natężenie fali jest proporcjonalne do kwadratu jej amplitudy.
Gdy na idealny polaryzator pada światło niespolaryzowane, to wychodzące z niego światło spolaryzowane ma dwukrotnie mniejsze natężenia w porównaniu do światła padającego
{\displaystyle I={\frac {I_{0}}{2}}.}
Zależność ta wynika z tego, że średnia wartość {\displaystyle \cos ^{2}\theta } jest równa {\displaystyle {\tfrac {1}{2}}.}
W rzeczywistych polaryzatorach natężenie światła jest mniejsze z powodu pochłaniania światła w materiale polaryzatora.